# Kanton Lambesc
Kanton Lambesc (fr. Canton de Lambesc) je francouzský kanton v departementu Bouches-du-Rhône v regionu Provence-Alpes-Côte d'Azur. Skládá se ze šesti obcí.

## Obce kantonu
- Charleval
- Lambesc
- Rognes
- La Roque-d'Anthéron
- Saint-Cannat
- Saint-Estève-Janson